# Thankful
Thankful é o álbum de estreia da artista musical norte-americana Kelly Clarkson. O seu lançamento ocorreu em 15 de abril de 2003 através das gravadoras RCA Records e 19 Recordings. A cantora começou a desenvolver seu trabalho debutante pouco depois de sua vitória na temporada de estreia do American Idol. Clive Davis atuou como produtor executivo do disco, seguido pela produção musical de Carl Sturken, Evan Rogers, Rhett Lawrence, Clif Magness, Matthew Wilder, Steve Ferrera, The Underdogs, Babyface, Louis Biancaniello, Sam Watters, Steve Mac, Desmond Child e Cathy Denni. Musicalmente, o álbum é direcionado ao pop e R&B, contendo elementos sonoros de gêneros tais como gospel, soul e pop rock. Ele estreou no topo da principal tabela norte-americana, Billboard 200, com 297 000 cópias vendidas na primeira semana. Thankful vendeu mais de 2,7 milhões cópias nos Estados Unidos e foi certificado duplo de platina pela Recording Industry Association of America (RIAA).

## Antecedentes
Clarkson passou a trabalhar em seu álbum de estreia após sua vitória no programa de televisão American Idol em sua temporada inaugural. Com isso, imediatamente assinou um contrato com as gravadoras RCA Records, 19 Recordings, e S Records, selo de Simon Fuller, criador do American Idol. O contrato estabelecia que o magnata da música Clive Davis estava programado para atuar como produtor executivo de seu álbum de estreia. Em setembro de 2002, seu single de estreia duplo, "Before Your Love"/"A Moment Like This", foi lançado. Ambas as canções foram interpretadas por Clarkson durante o final da temporada do American Idol. A obra debutou na 60.ª posição na principal tabela musical dos Estados Unidos, Billboard Hot 100, e subiu para a 52.ª na semana seguinte, e, posteriormente, subiu para o topo da tabela, quebrando um recorde de 38 anos fixado pela banda britânica The Beatles de maior salto para o número 1 em uma única semana. Tornou-se o mais vendido de 2002 nos Estados Unidos. Inicialmente, o álbum tinha sido programado para ser lançado em novembro de 2002, no entanto, a programação exigente de Clarkson e dificuldade em encontrar faixas que lhe convinha gosto e imagem forçou o álbum a ser adiado diversas vezes. Outras canções gravadas para o álbum, mas que não foram incluídas são "Trace of Gold", "Baby Blue Eyes" e "What Happened Here?". A cantora propôs gravar "Because of You", de sua autoria, mas a equipe de sua gravadora a rejeitou. Mais tarde, esta viria a fazer parte de seu registro seguinte, Breakaway (2004).

## Composição
O disco abre com "The Trouble with Love Is", uma canção R&B e soul, com elementos do gospel em todo o refrão. Liricamente, fala sobre os altos e baixos do amor, com Clarkson cantando "O amor pode ser uma coisa esplêndida/[Mas] ele pode rasgá-lo por dentro/Fazer o seu coração acreditar em uma mentira". "Miss Independent", a segunda faixa do repertório, mescla o pop rock com o R&B. Foi originalmente prevista por Christina Aguilera para o seu quarto álbum de inéditas, Stripped (2002). Mas ela acabou por não incluí-la no trabalho, deixando-a semi-pronta. Clarkson recebeu-a e decidiu contribuir para sua letra, terminado por adicioná-la em seu disco de estreia. O tema aborda a história de uma mulher apreensiva em relação ao amor, mas que abandona seu medo para apaixonar-se. Em seguida vem "Low", com os mesmos gêneros de sua antecessora a adesão do country e do soft rock, baseando-se tematicamente em um rompimento amoroso.
A quarta pista do álbum é a balada "Some Kind of Miracle". Com influências de Aguilera e Mariah Carey, foi escrita por Diane Warren, sendo descrita por Brittany Brown-Doherty, do Snippets, como uma composição típica da autora: "Letras bregas de amor derramadas sobre uma melodia de piano com base sentimental". A próxima é "What's Up Lonely". Trata-se de uma obra R&B, em que a intérprete assemelha-se vocalmente a Carey. É sucedida por "Just Missed The Train", uma balada pop rock cujas letras são uma metáfora  sobre uma relação que não poderia alcançar o seu pleno potencial ("Desculpe-me/Chegamos na estação tarde demais/Parece vergonhoso/Nós acabamos de perder o trem"). A sétima faixa do alinhamento, "Beautiful Disaster", é um pop rock dos anos 80 que reflete a oração de uma mulher sobre um homem que ela ama, apesar de suas iniquidades. "You Thought Wrong", o número oito é uma parceira entre Clarkson e Tamyra Gray, também participante da temporada de estreia do American Idol. "Thankful", a faixa-título do projeto, é uma composição R&B com estilo gospel que homenageia as pessoas que deram a intérprete lições de vida. As três últimas faixas da edição padrão do álbum, "Anytime", "A Moment Like This" e "Before Your Love", são baladas que procedem da mistura entre a música pop e o soft rock.

## Lista de faixas
A edição padrão de Thankful contém doze faixas em seu alinhamento, sendo as duas últimas tidas como faixas bônus, pois receberam novas mixagens. O álbum incluiu três faixas covers: "Some Kind of Miracle", de Puff Johnson, "Just Missed the Train", de Trine Rein, e "(You Make Me Feel Like) A Natural Woman", de Aretha Franklin. A última está presente somente na edição direcionada ao mercado japonês.
| Edição padrão |                                       |                                                           |                          |         |  |
| N.º           | Título                                | Compositor(es)                                            | Produtor(es)             | Duração |  |
| 1.            | "The Trouble with Love Is"            | Kelly Clarkson, Evan Rogers, Carl Sturken                 | Rogers, Sturken          | 3:41    |  |
| 2.            | "Miss Independent"                    | Clarkson, Christina Aguilera, Rhett Lawrence, Matt Morris | Lawrence                 | 3:34    |  |
| 3.            | "Low"                                 | Jimmy Harry                                               | Clif Magness             | 3:28    |  |
| 4.            | "Some Kind of Miracle"                | Diane Warren                                              | Steve Ferrera, Lawerence | 3:38    |  |
| 5.            | "What's Up Lonely"                    | Rogers, Struken, Stephanie Saraco                         | Rogers, Sturken          | 4:08    |  |
| 6.            | "Just Missed the Train"               | Danielle Brisebois, Scott Cutler                          | Magness                  | 4:10    |  |
| 7.            | "Beautiful Disarter"                  | Rebekah Jordan, Matthew Wilder                            | Wilder                   | 4:10    |  |
| 8.            | "You Thought Wrong" (com Tamyra Gray) | Clarkson, Babyface, Gray, Harvey Mason, Jr.; Damon Thomas | The Underdogs e Face     | 3:49    |  |
| 9.            | "Thankful"                            | Clarkson, Babyface, Mason, Thomas                         | The Underdogs e Face     | 3:00    |  |
| 10.           | "Anytime"                             | Louis Biancaniello, Sam Watters                           | Biancaniello, Watters    | 4:05    |  |
| 11.           | "A Moment Like This" (Nova mixagem)   | Jörgen Elofsson, John Reid                                | Ferrera, Steve Mac       | 3:48    |  |
| 12.           | "Before Your Love" (Nova mixagem)     | Desmond Child, Cathy Dennis, Gary Burr                    | Child, Dennis            | 3:59    |  |

| Edição japonesa |                                           |                                          |         |  |
| N.º             | Título                                    | Compositor(es)                           | Duração |  |
| 13.             | "(You Make Me Feel Like) A Natural Woman" | Carole King, Gerald Wexler, Gerry Goffin | 2:36    |  |
| Duração total:  | Duração total:                            | Duração total:                           | 56:16   |  |

## Singles
- "A Moment Like This" foi o primeiro single lançado, logo após da cantora ter ganho a primeira temporada de American Idol. Atingiu o primeiro lugar na lista dos mais vendidos da Billboard.
- "Miss Independent" foi um grande sucesso para a cantora, tendo atingido a nona posição na lista dos mais vendidos da Billboard e sendo a música mais tocada nos EUA por seis vezes.
- "Low" foi o primeiro single da cantora a mal conseguir atingir a vigésima posição na lista dos mais vendidos da Billboard. No entanto, fez muito sucesso no Canadá.
- "The Trouble with Love Is" foi lançado da trilha-sonora do filme Simplesmente Amor. Falhou ao tentar conseguir sucesso. Foi o único single de Kelly que não conseguiu atingir o "Hot 100" da Billboard.

## Desempenho comercial
| Tabela musical                 | Melhor posição |
| ------------------------------ | -------------- |
| Austrália (ARIA Charts)        | 33             |
| Canadá (Canadian Albums Chart) | 5              |
| Estados Unidos (Billboard 200) | 1              |
| Irlanda (IRMA Albums Chart)    | 46             |
| Japão (株式会社オリコン)       | 19             |
| Noruega (VG-Lista)             | 12             |
| Países Baixos (MegaCharts)     | 83             |
| Reino Unido (UK Albums Chart)  | 41             |

| Região (Certificador) | Certificação | Vendas     |
| --------------------- | ------------ | ---------- |
| Austrália (ARIA)      | Ouro         | 35.000+    |
| Canadá (Music Canada) | Platina      | 100.000+   |
| Estados Unidos (RIAA) | 2× Platina   | 2.000.000+ |
| Japão (RIAJ)          | Ouro         | 100.000+   |
| Noruega (IFPI Norway) | Ouro         | 20.000+    |
| Reino Unido (BPI)     | Ouro         | 100.000+   |

## Histórico de lançamento
Thankful foi distribuído nos formatos de Compact Disc (CD) e download digital nos continentes europeu e americano entre os meses de abril e setembro de 2003, através da gravadora RCA Records e suas filiadas, como a 19 Recordings e a Sony BMG. Foi lançado em uma versão padrão, trazendo doze faixas, além de ter sido lançado em uma edição especial limitada no Japão, que contém a faixa bônus "(You Make Me Feel Like) A Natural Woman".
| País           | Data                   | Formato              | Gravadora          |
| -------------- | ---------------------- | -------------------- | ------------------ |
| Estados Unidos | 15 de abril de 2003    | CD, download digital | RCA, 19 Recordings |
| Reino Unido    | 30 de junho de 2003    | CD, download digital | Sony BMG           |
| Alemanha       | 29 de setembro de 2003 | CD, download digital | Sony BMG           |
| Japão          | 22 de outubro de 2003  | CD, download digital | BMG Japan          |